# Antiaropsis
Antiaropsis es un género con una sola especie, Antiaropsis decipiens, de plantas de flores pertenecientes a la familia  Moraceae, son nativos del este de Asia.